# Wanamie, Pennsylvania
Wanamie, Pennsylvania (енгл. Wanamie) насељено је место без административног статуса у америчкој савезној држави Пенсилванија.

## Демографија
По попису из 2010. године број становника је 612.
| Група             | 2000.    | 2010.       |
| Белци             | 0 (0,0%) | 589 (96,2%) |
| Афроамериканци    | 0 (0,0%) | 4 (0,7%)    |
| Азијати           | 0 (0,0%) | 3 (0,5%)    |
| Хиспаноамериканци | 0 (0,0%) | 10 (1,6%)   |
| Укупно            | 0        | 612         |